# Tetrabutylamoni hydroxide
Tetrabutylamoni hydroxide là hợp chất hóa học với công thức (C
4H
9)
4NOH, viết tắt là Bu4NOH với TBAOH hoặc TBAH. Loại này được sử dụng làm dung dịch trong nước hoặc rượu. Nó là một cơ sở chung trong hóa học hữu cơ. So với các base vô cơ truyền thống, như KOH và NaOH, Bu4NOH hòa tan nhiều hơn trong dung môi hữu cơ.

## Phản ứng
Sự cô lập của Bu4NOH gây ra sự loại bỏ Hofmann, dẫn đến Bu3N và 1-buten. Các dung dịch của Bu4NOH thường bị ô nhiễm bởi Bu3N vì lý do này.
Phản ứng của Bu4NOH với một loạt các axit tạo ra nước và các muối tetrabutylamoni khác:
Bu4NOH  +  HX   →   Bu4NX  +  H2O

## Ứng dụng
Bu4NOH là một base mạnh được sử dụng thường xuyên trong các điều kiện chuyển pha để tác động đến các alkylation và deproton. Các phản ứng điển hình bao gồm benzyl hóa amin và tạo ra diclorocacben từ chloroform.
Bu4NOH có thể được phản ứng với một loạt các axit vô cơ để tạo ra các muối lipophilic của base liên hợp. Ví dụ, phản ứng của Bu4NOH với dinatri pyrophotphat, Na
2H
2P
2O
7, cho (Bu
4N)
3(HP
2O
7), tan trong dung môi hữu cơ. Tương tự như vậy, trung hoà Bu4NOH với axit flohydric tạo ra một Bu4NF. Muối này hòa tan trong dung môi hữu cơ và rất hữu ích để desilyl hóa
.